# Lloyd Brevett
Lloyd Brevett (ur. 1 sierpnia 1931 w Kingston, zm. 3 maja 2012 tamże) – jamajski kontrabasista, muzyk sesyjny legendarnego Studia One, współzałożyciel i wieloletni członek zespołu The Skatalites; jeden z prekursorów muzyki ska i rocksteady.

## Życiorys
Urodził się i dorastał w biednej dzielnicy Jones Town przyległej do Trenchtown, największych slumsów na przedmieściach stolicy Jamajki. Muzyką zainteresował go ojciec, który jako jeden z pierwszych basistów na wyspie, występował z okolicznymi jazzowymi big bandami. W wieku kilkunastu lat młody Lloyd zdecydował się pójść w ślady ojca, grając początkowo ze słynną orkiestrą Erica Deansa, a w późniejszych latach m.in. w Big Band All Stars założonym przez Sonny'ego Bradshawa. Wkrótce jego talent został dostrzeżony przez trzech najważniejszych wówczas jamajskich producentów: Clementa "Sir Coxsone'a" Dodda, Prince'a Bustera i Duke'a Reida, którzy regularnie angażowali go jako muzyka sesyjnego.
Sir Coxsone, po otwarciu w roku 1962 swojego własnego studia nagraniowego, znanego dziś jako Studio One, postanowił spośród najlepszych pracujących dla niego muzyków utworzyć mającą je wesprzeć supergrupę. Późną wiosną 1964 roku formacja ta przyjęła swój ostateczny kształt – wśród dziewięciorga tworzących ją instrumentalistów znalazł się także Brevett – i tak narodzili się The Skatalites, najsłynniejszy zespół ska wszech czasów, który mimo iż istniał tylko przez niewiele ponad rok, zdołał w tym czasie zrewolucjonizować całą muzykę jamajską. Po rozłamie do jakiego z różnych przyczyn doszło w sierpniu 1965 roku, The Skatalites podzielili się na dwie grupy, z których jednej przewodził Roland Alphonso (The Soul Brothers, później The Soul Vendors), drugiej zaś Tommy McCook (The Supersonics). Brevett zdecydował się dołączyć do zespołu tworzonego przez Alphonso, którego członkowie pozostali by nagrywać dla Studia One.
W roku 1975 z inicjatywy Brevetta większość dawnych członków założycieli The Skatalites, wspierani przez gitarzystę Ernesta Ranglina, spotkało się na pierwszej od niemal dekady wspólnej sesji. Efekty nagrań, zarejestrowanych przez Lee "Scratcha" Perry'ego w Black Ark Studio oraz Hermana Chin Loya w Aquarius Studio, można usłyszeć na kompilacji The Legendary Skatalites (1976), a także na "solowym" albumie kontrabasisty pt. African Roots (1978). Była to niejako zapowiedź reaktywacji zespołu, do której faktycznie doszło wstępnie na przełomie czerwca i lipca 1983 roku (pamiętny koncert na festiwalu Reggae Sunsplash w Montego Bay), a na stałe w roku 1986. Brevett angażował się aktywnie w działalność formacji do roku 2005, kiedy to opuścił ją w geście sprzeciwu wobec zmian w składzie i stylu grania grupy; jak sam stwierdził w jednym z wywiadów, od tej pory nie utrzymywał już żadnych kontaktów z pozostałymi członkami zespołu.
W nocy z 25/26 lutego 2012 roku jeden z jego synów, Okine Brevett, został napadnięty i śmiertelnie postrzelony przez złodzieja w okolicy rodzinnego domu w dzielnicy Seaview Gardens; sprawcy nie wykryto. Kilka godzin wcześniej odebrał w imieniu ojca, który nie mógł wziąć udziału w ceremonii ze względu na zły stan zdrowia, statuetkę za szczególne zasługi dla rozwoju muzyki jamajskiej, przyznaną przez stowarzyszenie Jamaica Reggae Industry Association (JaRIA). Dwa tygodnie później Brevett przeszedł rozległy udar mózgu, w wyniku którego znalazł się w szpitalu Andrews Memorial Hospital w Kingston; zmarł 3 maja 2012 roku na skutek powikłań poudarowych. Został pochowany na cmentarzu May Pen. Pozostawił żonę Ruth oraz dziewięcioro dzieci.